# Peperomia botterii
Peperomia botterii är en pepparväxtart som beskrevs av C. Dc.. Peperomia botterii ingår i släktet peperomior, och familjen pepparväxter. Inga underarter finns listade i Catalogue of Life.